# Zhou Lianggong
Zhou Lianggong ou Chou Liang-Kung ou Tcheou Leang-Kong, surnom: Yuanliang, nom de pinceau: Liyuan est un peintre chinois du XVIIe siècle, originaire de Kaifeng (Ville-préfecture de l'est de la province du Henan en Chine). Il est né en 1612 et mort en 1672. Son activité professionnelle se passe principalement à Nankin.

## Biographie
Peintre de paysages et calligraphe, Zhou Lianggong est censeur sous la dynastie des Ming, et devient vice-président du Bureau des Revenus sous celle des Qing. Lettré, connaisseur et collectionneur, il est l'auteur du Liyuan duhua lu où il recense soixante-dix-sept peintres parmi ses amis personnels. Son thème favori est la peinture de paysage, mais sa critique s'exerce sur les styles et traditions de ses contemporains.

## Critique comparative

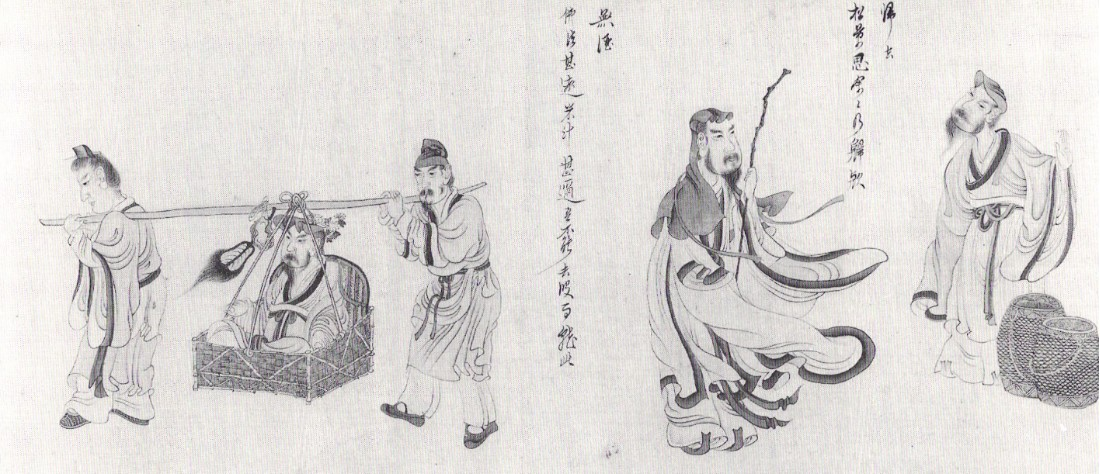
Retour au foyer.

Sa position à la cour l'autorise à formuler une critique officielle à l'encontre d'autres peintres comme celle de  Tang Yin, entre-autres: « Tang Yin qui apprend la peinture de Zhou Chen, un de ses  maîtres, finit par être un meilleur peintre que lui. C'est parce que Tang Yin a beaucoup lu ». Pourtant, ce n'est un secret pour personne que Tang Yin demande souvent à Zhou Chen de peindre à sa place quand il ne peut satisfaire la demande des marchands. Mais tant que Tang Yin signe les peintures, nul ne s'en soucie; on accorde alors plus d'attention au nom de l'artiste qu'à l'œuvre d'art.
En 1650, Chen Hongshou peint pour son vieil ami Zhou Lianggong, Retour au foyer. Dans son livre Duhua lu (Lectures sur la peinture), Zhou fait grandement l'éloge de Chen Hongshou. Toutefois, ils se brouillent après la chute de la dynastie des Ming, car Zhou accepte un poste officiel dans l'administration Qing. Au début, Chen ignore les demandes répétées de Zhou, qui veut une peinture. Finalement, il se présente à lui avec ce rouleau portatif, qui est une adaptation de la célèbre composition littéraire de Tao Yuanming portant le même titre. À travers les illustrations et les poèmes, il adresse des reproches à son ami Zhou Lianggong. La façon dont Zhou réagit n'est pas mentionnée, mais il reste à son poste de fonctionnaire au service des Qing et échappe de justesse à la mort sous le régime mandchou. Après avoir été démis de ses fonctions, il rédige une biographie de Chen Hongshou, où il déplace volontairement l'époque à laquelle Chen se présente à lui avec ce rouleau pour la situer avant la chute de la dynastie des Ming. Il finit par regretter d'avoir ignoré les exhortions de son ami à rentrer chez lui plus tôt.

## Peintres de Nankin
Au XVIIe siècle, le centre de l'activité artistique se déplace de la côte vers l'ouest. Avec Xinan au Anhui, Nankin et Yangzhou sur le Fleuve Bleu voient se développer des « Écoles ». Il n'est pas aisé de préciser les implications du terme « pai » (secte, école, branche). Du point de vue stylistique, l'école de Nankin est difficile à définir. James Cahill propose de réunir, sous le vocable de Nankin, des peintres qui vivent dans la région et se réunissent autour du grand lettré, Zhou Lianggong. Les artistes qui contribuent à la constitution des albums dédiés à Zhou Lianggong n'ont aucune parenté entre eux.